# Frances Ha
Frances Ha es una película estadounidense de comedia dramática de 2012 dirigida por Noah Baumbach y escrita por Baumbach y Greta Gerwig. Gerwig también interpreta el papel principal, una bailarina luchadora de 27 años. La película se estrenó en el Festival de Cine de Telluride.
La cinta además recibió múltiples nominaciones en la 11° edición de los Premios de la Sociedad Internacional de Cinéfilos entre ellos a Mejor película.

## Argumento
Frances es una bailarina de 27 años que vive en la ciudad de Nueva York con su mejor amiga de la universidad, Sophie. Su vida da un vuelco cuando Sophie le dice que planea mudarse de Brooklyn a Tribeca, el que Sophie considera el barrio de sus sueños, con una amiga diferente. Frances, una aspirante a bailarina que trabaja como aprendiz en una compañía de danza, no puede pagar el apartamento de Brooklyn sola y se ve obligada a buscar otro lugar donde vivir.
Se muda a Chinatown y comparte apartamento con sus amigos Lev y Benji durante un breve período. La relación de Sophie y Frances lucha a medida que Sophie y su novio, Patch, se acercan más. Frances se entera de que la compañía de danza no la necesita para trabajar en su espectáculo navideño, lo que significa que Frances ya no puede pagar el apartamento. Visita su ciudad natal de Sacramento en Navidad, donde ve a su familia y se reencuentra con amigos de la escuela secundaria.
Rachel, una compañera bailarina de la compañía, deja que Frances se quede con ella durante unas semanas. Durante la cena con la familia de Rachel, Frances descubre que Sophie dejó su trabajo en Random House y se mudará a Tokio con Patch. Frances, por capricho, decide pasar un par de días sin incidentes en París que paga con tarjeta de crédito. Regresa a Vassar, su alma mater, para trabajar como camarera y asistente residente de verano. Con exceso de trabajo y sin permiso para tomar clases, Frances revisa constantemente el blog de Sophie sobre su vida en Tokio.
Una noche, en una subasta de exalumnos donde Frances es camarera, ve a Sophie y Patch, y se entera de que están comprometidos, aunque la pareja se pelea. Frances deja que una Sophie borracha se quede con ella en el dormitorio que le han asignado, donde Sophie revela que sufrió un aborto espontáneo mientras estaba en Japón y que no está contenta con su relación. Sophie regresa a la ciudad de Nueva York a la mañana siguiente y le deja una nota a Frances. Algún tiempo después, Frances regresa a Washington Heights en Manhattan. Lamenta su terrible situación financiera, sus malas perspectivas como bailarina profesional y su relación cada vez más tensa con Sophie.
Frances finalmente se reconcilia con Sophie y disfruta de una existencia modesta pero satisfactoria como coreógrafa incipiente, enseñando danza a niños pequeños y como contadora de su antigua compañía de danza. Empieza a explorar una posible relación con Benji y alquila su propio apartamento. Al mudarse, Frances escribe su nombre en una hoja de papel para marcar su nuevo buzón. Su apellido, Halladay, no cabe completo, así que dobla el papel, y queda: "Frances Ha".

## Reparto
- Greta Gerwig - Frances Halladay
- Mickey Sumner -Sophie Levee
- Adam Driver -Lev Shapiro
- Michael Zegen - Benji
- Patrick Heusinger - Reade "Patch" Krause
- Michael Esper - Dan
- Charlotte d'Amboise - Colleen
- Grace Gummer - Rachel
- Josh Hamilton - Andy
- Maya Kazan - Caroline
- Justine Lupe - Nessa
- Britta Phillips - Nadia
- Juliet Rylance - Janelle
- Dean Wareham - Spencer